# Hovnarren
Hovnarren (eng: The Court Jester) är en amerikansk musikalisk komedifilm från 1955 i regi av Melvin Frank och Norman Panama. I huvudrollerna ses Danny Kaye, Glynis Johns, Basil Rathbone, Angela Lansbury och Cecil Parker. 
Danny Kaye mottog en Golden Globe-nominering för bästa manliga huvudroll – musikal eller komedi för sin rollinsats.

## Rollista i urval
- Danny Kaye - Hubert Hawkins
- Glynis Johns - jungfru Jean
- Basil Rathbone - Lord Ravenhurst, kungens närmsta rådgivare
- Angela Lansbury - Gwendolyn, prinsessa av England
- Cecil Parker - Roderick, Kung av England, far till Gwendolyn
- Mildred Natwick - Griselda, häxa och rådgivare till Gwendolyn
- Robert Middleton - Sir Griswold av MacElwain
- Edward Ashley - the Black Fox, rebell
- Michael Pate - Sir Locksley, Ravenhursts assistent
- Herbert Rudley - kapten över slottsvakterna
- Noel Drayton - Fergus, Hawkins kontakt vid Rodericks hov
- John Carradine - Giacomo, en italiensk narr och lönnmördare
- Alan Napier - Lord Brockhurst, rådgivare till Roderick
- Lewis Martin - Lord Finsdale
- Patrick Aherne - Lord Pertwee, rådgivare till Roderick
- Richard Kean - ärkebiskop vid Rodericks hov